# Nobody's Perfect (албум)
Nobody's Perfect е концертен албум на британската хардрок група Deep Purple, издаден през 1988 г. Записан е на турнето за албума The House of Blue Light. Записите са от концертите във Верона, Осло, Ървин Медоус, Финикс, Хуук Енд Мейнър.
Края на всекя песен е отбелязан със затихване, което подразва много от феновете. Включена е и нова студийна версия на Hush, по случай 20-годишнината им. Записана е и Black Night, но тя не е издадена.

### Диск 1
1. Highway Star – 6:10
2. Strange Kind of Woman – 7:34
3. Dead or Alive – 7:05 (Гилън, Блекмор, Глоувър) *
4. Perfect Strangers – 6:24 (Гилън, Блекмор, Глоувър)
5. Hard Lovin' Woman – 5:03 (Гилън, Блекмор, Глоувър)
6. Bad Attitude (Gillan, Blackmore, Glover, Lord) – 5:30 *
7. Knocking at Your Back Door – 11:24 (Гилън, Блекмор, Глоувър)

### Disc 2
1. Child in Time – 10:36
2. Lazy – 5:10
3. Space Truckin‘ – 6:02 *
4. Black Night – 6:06
5. Woman from Tokyo – 3:59
6. Smoke on the Water – 7:43
7. Hush – 3:32 (Джо Саут)

- Маркираните песни са включени в оригиналното издание, с изключение на Dead Or Alive, която е включена в касетките. Всички тези парчета са включени в ремастерираната версия от 1999 г.

## Състав
- Иън Гилън – вокал
- Ричи Блекмор – китара
- Роджър Глоувър – бас
- Джон Лорд – орган
- Иън Пейс – барабани